# Don Benito
Don Benito – to miasto w prowincji Badajoz w rejonie Estremadura. Liczy 32 023 mieszkańców.
Miasto powstało w XV wieku.